# Le Pont-Chrétien-Chabenet
Le Pont-Chrétien-Chabenet là một xã ở tỉnh Indre khu vực trung bộ Pháp. Xã này có diện tích 9,03 km², dân số thời điểm năm 1999 là 880 người. Khu vực này có độ cao trung bình 100 mét trên mực nước biển.
Sông Bouzanne chảy theo hướng tây qua khu vực phía bắc thị trấn, sau đó đổ vào sông Creuse, tạo thành ranh giới phía tây nam.